# HSBC Bank Australia
Die HSBC Bank Australia Limited (früher die HongkongBank of Australia Limited) hat seit 1986 eine Banklizenz in Australien. Die Bank ist eine Tochterfirma der Hongkong and Shanghai Banking Corporation Limited und Teil der HSBC Group. Die HSBC Bank Australia Limited ist eine führende internationale Bank in Australien, die einen umfangreichen Service für Privat- und Geschäftskunden anbietet.

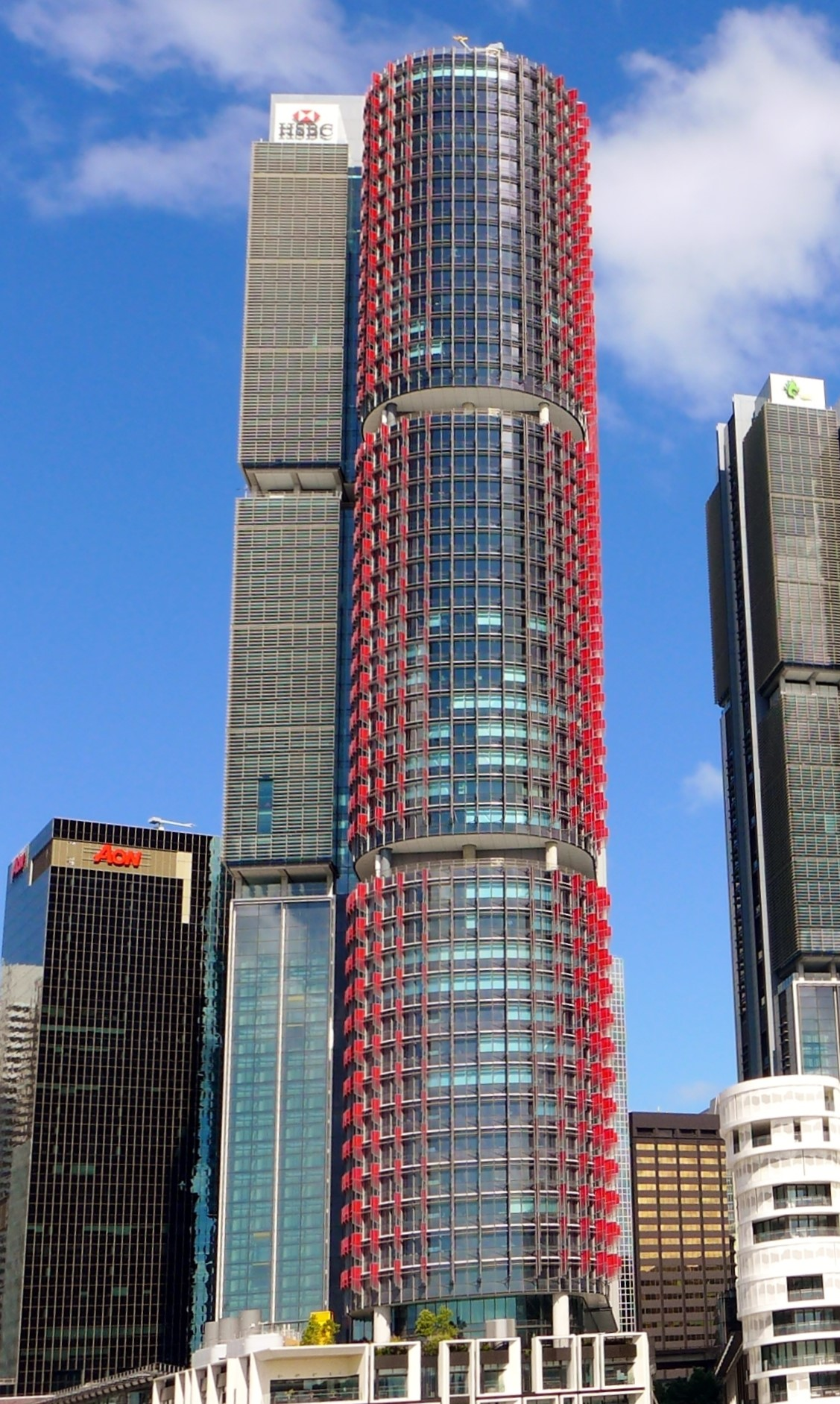
HSBC Australia Hauptquartier in Sydney

Die Bank unterhält gegenwärtig 25 Geschäftsstellen in Australien, sie plant aber bis zu 100 Geschäftsstellen bis 2020 zu eröffnen.

## Geschichte
HSBC erhielt 1986 eine Banklizenz in Australien, nachdem die australische Regierung die Regeln für ausländische Banken im Land geändert hatte. HSBC war nicht die erste ausländische Bank, die in Australien tätig wurde, dies war Chase-AMP, aber sie war die erste ausländische Bank, die im Geschäftskundenbereich tätig wurde.
- 1986: Beginn des Geschäftskundenbetriebes.
- 1991: Beginn des Privatkundenbetriebes.
- 1992: Nach bisherigen Verlusten werden das erste Mal Gewinne von der Bank erzielt.
- 1995: Vergünstigte Hypotheken werden in Australien eingeführt.
- 1997: Telefon-Banking und Kreditkarten werden einführt.
- 1998: Gründung von HSBC InvestDirect (Australia) Limited.

- Finanzielle Vorsorgeprodukte werden eingeführt.

- 2001: Übernahme der NRMA Building Society Limited.

- Online-Banking für Privatkunden wird eingeführt.

- 2005: Verkauf der australischen Vermögensverwaltung an Challenger Financial Services.
- 2006: Ein Teil des Hypothekengeschäfts wird an FirstMac verkauft.

- Teile des Geschäftsbetriebes von Westpac in Australien und Neuseeland werden übernommen.
- Ein Teil des Kreditgeschäftes wird an die St. George Bank verkauft
- Verkauf des australischen Online-Aktienhandels an die E*TRADE Bank

- 2008: Gründung des Global Investments Betriebszweiges.